# Loayingpan (ort i Kina, Jiangxi Sheng, lat 26,55, long 115,22)
Loayingpan är en ort i Kina. Den ligger i provinsen Jiangxi, i den sydöstra delen av landet, omkring 250 kilometer söder om provinshuvudstaden Nanchang. Antalet invånare är 5 733. Befolkningen består av 2 696 kvinnor och 3 037 män. Barn under 15 år utgör 20,0 %, vuxna 15-64 år 71 %, och äldre över 65 år 8,0 %.
Runt Loayingpan är det ganska tätbefolkat, med 192 invånare per kvadratkilometer. Närmaste större samhälle är Gaoxing, 14,7 km söder om Loayingpan. I omgivningarna runt Loayingpan växer i huvudsak blandskog.
Genomsnittlig årsnederbörd är 1 988 millimeter. Den regnigaste månaden är maj, med i genomsnitt 312 mm nederbörd, och den torraste är oktober, med 25 mm nederbörd.